# Luo Guibo
Luo Guibo (chiń. upr. 罗贵波; pinyin Luó Guìbō; ur. 1907, zm. 1995) – chiński dyplomata. Pierwszy ambasador Chińskiej Republiki Ludowej w Wietnamie. Pełnił tę funkcję w okresie od września 1954 do września 1957.